# Bechdel-teszt
A Bechdel-teszt (ejtsd: 'bɛkdəl) azt vizsgálja, hogy egy fikciós műben szerepel-e legalább két nő, akik  a férfiakon kívül valami másról beszélgetnek. Sok kortárs mű nem teljesíti ennek az egyszerű genderrel kapcsolatos tesztnek a feltételeit.
A teszt Alison Bechdel amerikai képregényíróról kapta a nevét. 1985-ben a Dykes to Watch Out For képregényének egyik karaktere fogalmazta meg az ötletet, amit barátjának, Liz Wallace-nak tulajdonított. A tesztet eredetileg filmek értékelésére szánták, azóta más médiumokra is alkalmazták. Ismert még mint Bechdel/Wallace-teszt, a Bechdel-szabály, Bechdel törvénye, vagy mint a Mo Movie Measure. Egy elterjedt változata szerint csak azokat a szereplőket kell számításba venni, akiknek ismerjük a nevét.

## Története
Virginia Woolf 1929-es, Saját szoba című esszéjében hasonló megfigyelést tett korának irodalmával kapcsolatban, mint ami a Bechdel-tesztben megjelenik a későbbi fikciós művekről:
|  | „Ezek a nők közötti viszonyok, gondoltam, sebesen végigpillantva a képzeletbeli nők fényes galériáján, mind túl együgyűek. […] És igyekeztem olvasói emlékeim között olyan esetekre bukkanni, amikor két nő úgy jelenik meg, mint barát. […] Hébe-hóba anyák és lányok. De úgyszólván kivétel nélkül a férfiakhoz való viszonyukban ábrázolják őket. Különös gondolat, hogy Jane Austen koráig az irodalom nagy nőalakjait nem pusztán a másik nem szemszögéből ábrázolták, hanem kizárólag a másik nemmel való kapcsolatukban. De milyen kicsiny része ez egy nő életének […]” |
|  | |

Amit most Bechdel-tesztként ismerünk, Alison Bechdel képregényében, a Dykes to Watch Out For-ban jelent meg. Az 1985-ös, The Rule című képregénycsíkban egy névtelen női karakter kijelenti, hogy csak akkor néz meg egy filmet, ha az bizonyos feltételeknek eleget tesz, miszerint:
1. van benne legalább két női szereplő,
2. beszélnek egymással,
3. nem (csak) férfiakról.[9][10]

Bechdel az eredeti elképzelést barátjának és karate-edzőpartnerének, Liz Wallace-nek tulajdonítja.
A teszt, amit úgy is jellemeznek, mint „a mérce, amihez a feminista kritikusok a televízióműsorokat, filmeket, könyveket és más médiumokat mérik”, a 2010-es években szivárgott át a kritika fősodrába. 2013-ban egy internetes újság már azt írta róla: „szinte közismert, elterjedt ökölszabály annak eldöntésére, hogy egy film nőbarát-e”, és a médiában hosszasan tárgyalták, hogy a nagyobb hollywoodi produkciók, mint például a 2013-as Tűzgyűrű képtelenek voltak megfelelni neki. Neda Ulaby szerint a teszt a mai napig hullámokat vet, mivel „olyasmit fogalmaz meg, ami gyakran hiányzik a popkultúrából: a kérdés nem a képernyőn megjelenő nőalakok száma, hanem történeteik mélysége, problémáik hatóköre”.
A tesztnek más változatait is ajánlották – például hogy a két nőnek nevesített szereplőnek kell lennie, vagy hogy összesen legalább 60 másodpercig kell beszélgetniük.

## Alkalmazása
Charles Stross író és Jason Reitman filmrendező szerint a filmeknek csak kis része teljesíti a Bechdel-tesztet. Mark Harris, az Entertainment Weekly újságírója szerint a 2009-es Oscar-díj-jelölt filmek felét veszélybe sodorta volna, ha a teszt teljesítése kötelező lenne. Stross azt is hozzátette, hogy a teszten átmenő filmek fele csak azért megy át, mert a benne szereplő nők a házasságról vagy a gyerekekről beszélnek. Olyan művek is megbuknak a teszten, melyek célközönsége főleg nőkből áll, nőkről szól, illetve fontos női szereplőik vannak. A Szex és New York televíziós sorozat saját megfogalmazása szerint is elbukja a tesztet, amikor a négy női főszereplő egyike ezt kérdezi: „Hogy lehet, hogy négy ilyen okos nő nem tud másról beszélni a pasikon kívül? Mintha hetedik osztályosok lennénk, csak saját bankszámlával!”
Azt, hogy miért ilyen viszonylag kevés film teljesíti a Bechdel-szabályt, többek között azzal magyarázzák, hogy a szövegírók és más filmes szakemberek közt alacsony a sokféleség mértéke: 2012-ben a 100 pénzügyileg legsikeresebb film mögött álló rendezők, írók és producerek közül csak minden hatodik volt nő. Az is mérvadó, hogy a filmszakma hogyan képzeli el a célközönség preferenciáit: egy UCLA-n forgatókönyvírást tanuló hölgy 2008-ban azt írta, hogy a tanárai azt mondták neki, a közönség „csak fehér, heteró, férfi főszereplőket akar”, és nem – idézte a férfi filmes szakembert – „egy halom nőt, akik mindenféléről beszélnek, amiről a nők beszélni szoktak”.
A bechdeltest.com weboldal felhasználók által szerkesztett adatbázisa mintegy 4400 filmet listáz azzal, hogy átmentek-e a teszten, kiegészítve az extra követelménnyel, hogy a női karaktereknek nevesítve kell lenniük. 2013 novemberében a filmek 56%-a teljesítette mindhárom követelményt, 11%-uk egyet elbukott (a nők férfiakról beszélnek), 23%-uk kettőt elbukott (a női szereplők nem beszélnek egymással), 10% pedig mindhármat (nincs két nevesített női szereplő a filmben).
A filmeken kívül a tesztet más médiára is alkalmazták, köztük videójátékokra és képregényekre.

## Korlátok
A Bechdel-teszt csak egy bizonyos mértékig képes biztosítani a női jelenlétet egy műben. Egy szöveg átmehet a teszten és ettől még ugyanúgy lehet nemileg elfogult, és egy neves női karaktereket tartalmazó mű is megbukhat a teszten. Egy műnek nem kell szexistának lennie ahhoz, hogy megbukjon a teszten, például ha az alapszituáció nem kedvez a női szereplők bevonásának (pl. Umberto Eco A rózsa neve című regénye egy középkori kolostorban játszódik).
A fikciós művek Bechdel-teszt-megfelelőségének kvantitatív vizsgálata közben legalább egy kutató, Faith Lawrence észrevételezte, hogy az eredmények nagyban függnek attól, mennyire szigorúan alkalmazzuk a tesztet. A teszt alkalmazásakor felmerül, vajon ha a beszélgetés során bármilyen hivatkozás történik egy férfira, az érvényteleníti-e az egész beszélgetést. Ha nem, megmarad a kérdés, hogyan definiáljuk egy beszélgetés elejét és végét.
Nina Power írta, hogy a teszt kapcsán felmerül, a fikciós művek feladata-e, hogy reprezentálják a nőket (ahelyett, hogy a szerző saját napirendjét kövessék), netán legyenek „valósághűek” a nők ábrázolásában. Arról is írt, hogy eldöntendő kérdés, a való élet milyen gyakran menne át egyáltalán a Bechdel-teszten, és ennek eldöntése milyen befolyással lenne a fikciós művekre.

## Származtatott tesztek
A Bechdel-teszt másokat is megihletett, hogy nemi jelleggel kapcsolatos kritériumokat fogalmazzanak meg a játék- vagy dokumentumfilmekkel szemben.

### Zimbardo-teszt
Nikita D. Coulombe és Philip Zimbardo a Nincs kapcsolat – Hová lettek a férfiak? címet viselő könyvükben vetik fel egy fordított Bechdel-teszt létjogosultságát, ami a férfi szereplők ábrázolását vizsgálná.
„Ezen a teszten akkor menne át egy film, vagy sorozat, ha az alábbi kritériumok bármelyikének megfelel a férfi karakterek bemutatása:
1. A férfi ne csak abban az esetben tűnhessen fel kompetens apaként, ha az anya nincs jelen a filmben.
2. A becsületes, keményen dolgozó férfi lehetőleg érjen el sikereket, vagy töltsön be vezető pozíciót, de semmiképpen ne legyen balekként ábrázolva.
3. A női főszereplő már azelőtt mutasson érdeklődést a férfi főszereplő iránt, hogy az valami hősieset cselekedne.
4. A férfi főszereplő kreatív megoldásokat alkalmazzon, és csak a legvégső esetben folyamodjon erőszakhoz a céljai eléréséhez vagy küldetése beteljesítése érdekében.”

### Russo-teszt
2013-ban az amerikai LMBT médiaszervezet, a GLAAD bemutatta a „Vito Russo-tesztet”, amit a filmbéli LMBT-szereplők ábrázolásának vizsgálatára szántak. A filmtörténész és LMBT-aktivista Vito Russóról elnevezett, a Bechdel-teszt szellemében íródott teszt három kritériumból áll:
1. A film tartalmaz olyan szereplőt, aki azonosíthatóan leszbikus, meleg, biszexuális és/vagy transznemű.
2. A szereplőt nem határozhatja meg kizárólagosan vagy túlnyomórészt a szexuális irányultsága vagy nemi identitása.
3. A szereplőnek úgy kell kötődnie a film cselekményéhez, hogy eltávolítása jelentősen befolyásolná azt.

### Finkbeiner-teszt
Szintén a Bechdel-teszt ihlette a Finkbeiner-tesztet. Ez egy újságírók számára írt lista, amelynek segítségével elkerülhetik, hogy a női tudósokról szóló cikkekben szexistán számoljanak be a tudós életéről és munkásságáról.

## Fordítás
- Ez a szócikk részben vagy egészben a Bechdel test című angol Wikipédia-szócikk ezen változatának fordításán alapul.  Az eredeti cikk szerkesztőit annak laptörténete sorolja fel. Ez a jelzés csupán a megfogalmazás eredetét és a szerzői jogokat jelzi, nem szolgál a cikkben szereplő információk forrásmegjelöléseként.